# Aenictogiton
Sous-famille
Genre
Aenictogiton est un genre de fourmis, le seul genre de la sous-famille des Aenictogitoninae.

## Liste d'espèces
Selon ITIS:
- Aenictogiton attenuatus Santschi, 1919
- Aenictogiton bequaerti Forel, 1913
- Aenictogiton elongatus Santschi, 1919
- Aenictogiton emeryi Forel, 1913
- Aenictogiton fossiceps Emery, 1901
- Aenictogiton schoutedeni Santschi, 1924
- Aenictogiton sulcatus Santschi, 1919